# 土紅色
土紅色（英語：Red Ochre 或 Iron Oxide Red，法語：Ocres Rouges），是一種紅色系列顏料，成分為脫水的氧化鐵（Fe
2O
3），比重5.2。 
土紅是相當古老的紅色，也是史前時代便被廣用的色料之一。其製備方法有的是黃土經過鍛燒、烘培而成的，有的是天然紅土。由於來源眾多，因此有多種不同的土紅，例如英國紅、威尼斯紅等，其色彩深淺有別。
烘培後的土紅得經過晾乾、研磨、篩濾去砂等過程，細膩優質的土紅則多了一道漂澄手續。性質差異甚微，只要品質夠精純，都具備以下特性：
- 穩定、堅固牢靠。
- 快乾。
- 覆蓋力強。
- 染色力強，有滲透其他色層的疑慮。

大凡土色系的價格都相當便宜。